# Лижні перегони на зимових Олімпійських іграх 1960
Змагання з лижних перегонів на зимових Олімпійських іграх 1960 тривали з 19 до 27 лютого у містечку Тагома за 65 кілометрів від Скво-Веллі. Стартували і фінішували спортсмени на стадіоні Маккінні Крик, збудованому спеціально до Олімпіади.
У змаганнях взяли участь 112 спортсменів (88 чоловіків та 24 жінки) з 19 країн. Розіграно 6 комплектів нагород — 4 серед чоловіків (15 км, 30 км, 50 км і естафета 4×10 км) та 2 серед жінок (10 км і естафета 3×5 км). Програма змагань порівняно з Олімпійськими іграми 1956 року в Кортіна-д'Ампеццо не змінилась. Усі перегони, окрім естафет, були з роздільним стартом учасників.
У загальному медальному заліку в лижних перегонах найкращими стали шведські лижники, які виграли 2 золоті медалі, 2 срібні та 1 бронзову.

## Чемпіони та призери

### Таблиця медалей
| Місце              | Країна             | Золото | Срібло | Бронза | Загалом |
| ------------------ | ------------------ | ------ | ------ | ------ | ------- |
| 1                  | Швеція (SWE)       | 2      | 2      | 1      | 5       |
| 2                  | Фінляндія (FIN)    | 2      | 1      | 2      | 5       |
| 3                  | СРСР (URS)         | 1      | 2      | 3      | 6       |
| 4                  | Норвегія (NOR)     | 1      | 1      | 0      | 2       |
| Загалом (4 збірні) | Загалом (4 збірні) | 6      | 6      | 6      | 18      |

### Чоловіки

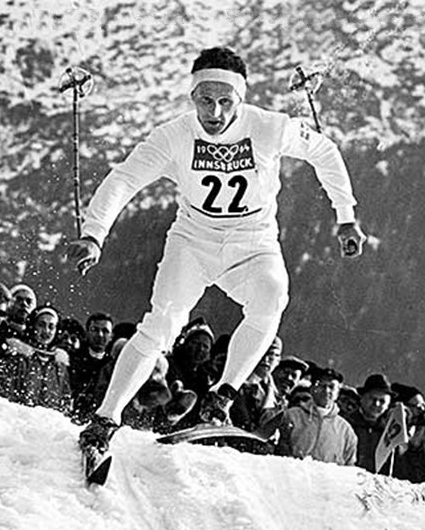
Сікстен Єрнберг

| Дисципліна       | Золото                                                                       | Золото    | Срібло                                                                        | Срібло    | Бронза                                                                      | Бронза    |
| ---------------- | ---------------------------------------------------------------------------- | --------- | ----------------------------------------------------------------------------- | --------- | --------------------------------------------------------------------------- | --------- |
| 15 км            | Гокон Брунсвен · Норвегія                                                    | 51:55.5   | Сікстен Єрнберг · Швеція                                                      | 51:58.6   | Вейкко Хакулінен · Фінляндія                                                | 52:03.00  |
| 30 км            | Сікстен Єрнберг · Швеція                                                     | 1:51:03.9 | Рольф Ремсґорд · Швеція                                                       | 1:51:16.9 | Микола Анікін · СРСР                                                        | 1:52:28.2 |
| 50 км            | Калеві Хямяляйнен · Фінляндія                                                | 2:59:06.3 | Вейкко Хакулінен · Фінляндія                                                  | 2:59:26.7 | Рольф Ремсґорд · Швеція                                                     | 3:02:46.7 |
| естафета 4×10 км | Фінляндія (FIN) Тоймі Алатало Ееро Мянтюранта Вяйне Хухтала Вейкко Хакулінен | 2:18:45.6 | Норвегія (NOR) Гаральд Ґреннінген Гальґейр Бренден Ейнар Естбю Гокон Брунсвен | 2:18:46.4 | СРСР (URS) Анатолій Шелюхін Геннадій Ваганов Олексій Кузнецов Микола Анікін | 2:21:21.6 |

### Жінки
| Дисципліна      | Золото                                                             | Золото    | Срібло                                                 | Срібло    | Бронза                                                  | Бронза    |
| --------------- | ------------------------------------------------------------------ | --------- | ------------------------------------------------------ | --------- | ------------------------------------------------------- | --------- |
| 10 км           | Марія Гусакова · СРСР                                              | 39:46.6   | Любов Баранова · СРСР                                  | 40:04.2   | Радья Єрошина · СРСР                                    | 40:06.0   |
| Естафета 3×5 км | Швеція (SWE) Ірма Йоганссон Брітт Страндберг Соня Рутстрем-Едстрем | 1:04:21.4 | СРСР (URS) Радья Єрошина Марія Гусакова Любов Баранова | 1:05:02.6 | Фінляндія (FIN) Сійрі Рантанен Еева Руоппа Тойні Пейсті | 1:06:27.5 |